# 바가투르
바가투르(몽골어: ᠪᠠᠭᠠᠲᠦᠷ Baghatur)는 튀르크-몽골의 역사적인 칭호다. "영웅" 또는 "용사"를 의미한다. 13세기 교황청에서 로마 제국에 파견한 사절 플라노 카르피니는 이 칭호를 유럽의 기사 작위에 비견했다. 현대 몽골어 발음으로는 바타르(몽골어: Баатар Baγatar)라고 한다.
이 낱말의 어원은 불확실하지만 이란계 언어에서 "신, 주"라는 뜻의 바그(*bag) 와 관련이 있는 것으로 생각된다. 바가투르 칭호는 7세기 중국 수나라 기록에서 최초로 발견되며 적어도 그 이전부터 북방 유목민들 사이에서 사용된 것으로 보인다. 8세기에 영향권이 동서를 가로지른 돌궐이나 9세기 유럽에서 불가리아 제1제국을 수립한 불가르인들 사이에서도 사용되었다.
징기스 칸이 몽골 제국을 수립한 13세기에 이르면 몽골인들 사이에서 명예적 칭호로서 널리 사용되게 되었다. 몽골 제국의 후계 국가인 일 칸국이나 티무르 제국에서는 군주의 집무 칭호로 사용되기도 했다.
몽골-튀르크의 정복전쟁의 결과 비 몽골-튀르크계 민족에게도 이 낱말이 영향을 끼쳤다. 러시아어의 보가티르(Богатырь), 폴란드어의 보하테르(Bohater, 영웅이라는 뜻), 헝가리어의 바토르(Bátor, 용감하다는 뜻), 페르시아어의 바하도르(Bahador), 조지아어의 바가투르(Bagatur), 힌두스탄어의 바하두르(Bahadur), 만주어의 바투루 등이 그 사례다.
현대 몽골-튀르크계 언어에 남은 흔적으로는 튀르키예어의 바하디르(Bahadır), 타타르어 및 카자크어, 우즈베크어의 바티르(Батыр), 그리고 현대 몽골어의 바타르(Баатар)가 있다. 몽골의 수도 울란바토르의 "바토르" 성분이 이에 해당한다.

## 유명한 바가투르
- 바가투르 카간: 760년경 하자르의 카간.
- 바가투르 바가이나 세바르: 9세기 불가리아 제1제국의 장군.
- 알로고보투르: 10세기 불가리아 제1제국의 장군.
- 보르지긴 예수게이: 징기스 칸의 부친. 소위 예수게이 바가투르 라고 불렸다.
- 수부타이: 원조비사에서 바가투르로 칭해진다.
- 아부 사이드 바하두르 칸: 일 칸국의 칸. 이란의 케레이트계 반란군을 진압하고 스스로에게 칭호를 내렸다.[6]
- 메르키트 바얀: 원나라 대신. 오고타이 가-쿠빌라이 가 사이의 분쟁에서 세운 공로로 칭호를 받았다.[7]
- 바하두르 샤 1세와 바하두르 샤 자파르 2세: 무굴 제국의 황제들.
- 반다 싱 바하두르: 시크 대전사
- 알타니: 여전사
- 스테판 바토리: 트란실바니아 공후이자 폴란드 국왕
- 에르데니 바투르: 중가르 칸국의 건국자
- 아불 가지 바하두르: 히바 칸국의 군주.
- 켕가르지 3세: 인도 번왕국 쿠치의 번왕. 사와디 바하두르를 칭했다.
- 비자야라지: 쿠치의 번왕. 칭호를 세습받았다.
- 마단신흐지: 쿠치의 번왕. 칭호를 세습받았다.
- 샘 마넥쇼: 인도 군인. 일명 "샘 바하두르". 식민지 시절부터 복무하여 인도 독립 후 원수까지 올랐다.
- 오스만 바투르: 20세기 중국의 카자크인 군벌.

## 참고 자료
- Beckwith, Christopher I. (2009년 3월 16일). Empires of the Silk Road: A History of Central Eurasia from the Bronze Age to the Present. Princeton University Press. ISBN 0691135894. 2015년 5월 30일에 확인함.
- Brook, Kevin Alan. The Jews of Khazaria. 2nd ed. Rowman & Littlefield Publishers, Inc., 2006.
- Grousset, R. The Empire of the Steppes: A History of Central Asia. Rutgers Univ. Press, 1988.
- Saunders, J. The History of the Mongol Conquests. Univ. of Penn. Press, 2001.